# Maszyna licząco-analityczna

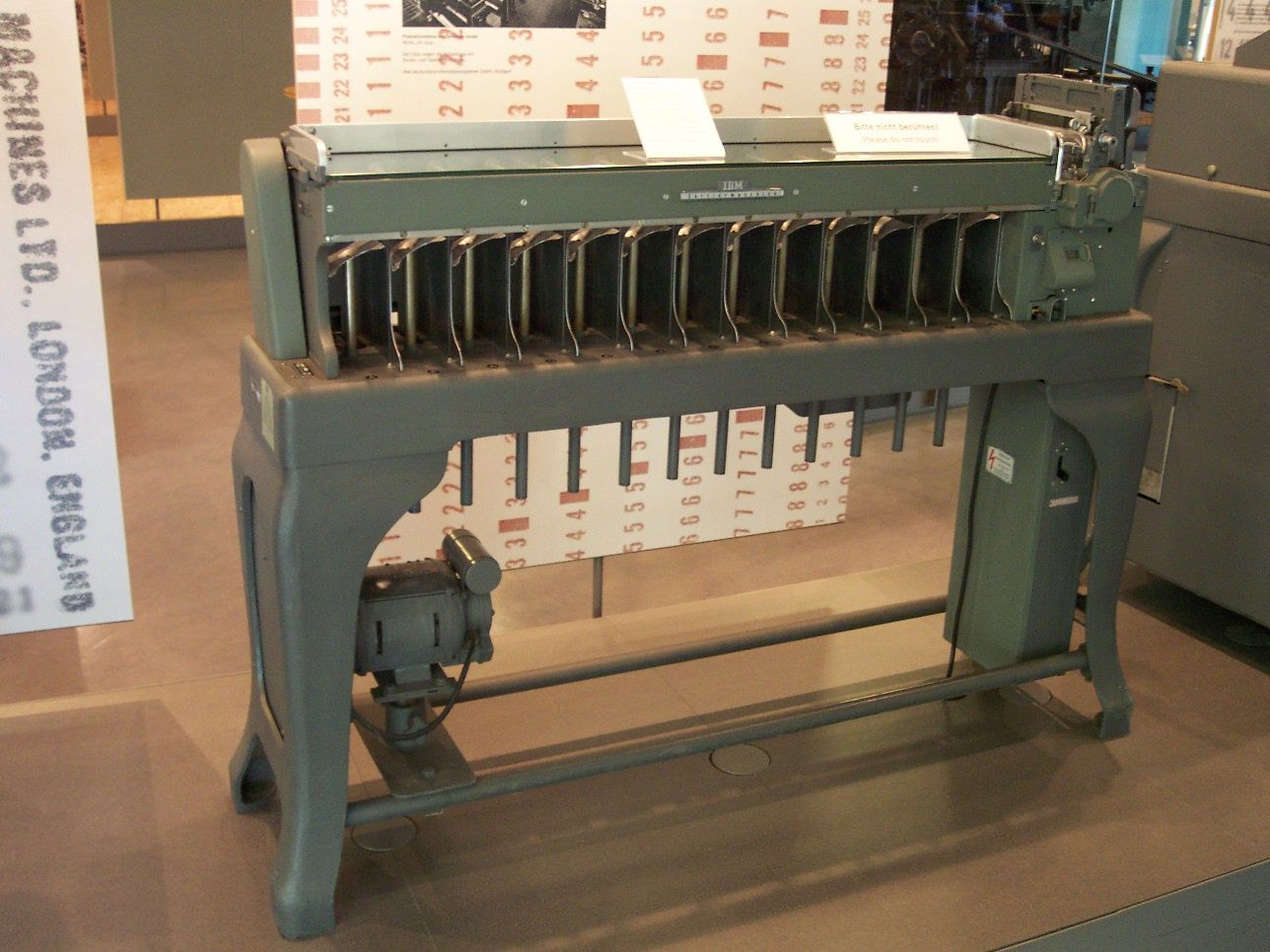
Sorter

Maszyny licząco-analityczne (ang. tabulating machines) – urządzenia liczące i wspomagające obliczenia, które używały stosowane w technice karty perforowane (dziurkowane). Wyróżnia się wśród nich:
- perforatory (dziurkarki) kart, służące do wybijania dziurek w kartach w odpowiedni sposób (ręczne, automatyczne) i wyprowadzania wyników,
- reproducery kart, służące do kopiowania kart już wydziurkowanych,
- sortery/kolatory, służące do rozdzielania kart na grupy,
- tabulatory, służące do obliczania i drukowania zestawień[1],
- kalkulatory, służące do wykonywania obliczeń arytmetycznych, np. Odra 1103,
- czytniki kart perforowanych, służące do wprowadzania danych.

Za wynalazcę maszyn licząco-analitycznych uchodzi Herman Hollerith, który zastosował je po raz pierwszy w roku 1890 do opracowania spisu ludności USA.
Przebieg obliczeń na kartach perforowanych:
- dane do obliczeń zostają zamienione na karty przy pomocy perforatora (z ewentualną kontrolą poprawności na maszynie kontrolującej),
- karty dzielone są na grupy według podanych cech na sorterze/kolatorze,
- tabulator dokonuje obliczeń na każdej z grup, drukując ich zestawienie.